# Esbjerg Bank
 Der er for få eller ingen kildehenvisninger i denne artikel, hvilket er et problem. Du kan hjælpe ved at angive troværdige kilder til de påstande, som fremføres i artiklen.

Esbjerg Bank var en dansk bank i Esbjerg, stiftet 3. november 1916 og ophørt 2. april 1991, da den blev fusioneret med Varde Bank.

## Afdelinger
Hovedsædet var beliggende i en karakteristisk hvid ejendom Kongensgade 70.
Banken fulgte med udviklingen af byen Esbjerg og havde ved udgangen af 1980'erne etableret følgende afdelinger: Strandby Plads, Jerne, Gjesing, Sædding, Hjerting og Esbjerg Lufthavn.

## Historie
1917: Esbjerg Bank har første åbningsdag den 9. januar. Kontorerne på 1. sal i Kongensgade 70 gør et fornemt og godt indtryk. (Vestjyllands Socialdemokrat 09.01.1917) Banken blev stiftet året før af bl.a. Sagfører Hannes Hvedstrup
1942: Esbjerg Bank fejrer 25-års jubilæum.
1957: Esbjerg Bank indvier sin nye filial i Sædding, der er indrettet i en nybygning, der ligger ud til Tarphagevej mellem Hedebakken og Neptunvej. Det er Esbjergs Banks tredje filial. I forvejen har man en i Jerne og en på havnen. (Dagbladet Vestkysten 02.10.1957)
1967: Banken fejrer 50 års jubilæum.
1968: Esbjerg Bank åbner sin nye afdeling på Strandby Plads. (Dagbladet Vestkysten 09.05.1968)
1971: Bankens hovedsæde i Kongensgade 70 udvides. Bogtrykker Harder Mikkelsens gamle ejendom fra 1879 falder som led i Esbjerg Banks udvidelse, og i stedet bliver der lavet parkeringspladser.
1980'erne: Banken indgår i SJL-samarbejdet - de Samarbejdende Jyske Lokalbanker. Samarbejdet skulle sprede risikoen for de lokale banker som var afhængige af deres respektive lokalområder ved at gå ind på nye markeder med en større samlet indsats og kapitalkraft. Det blev dog til en større række tab og hensættelser for bankerne, da flere af de nye kunder havde for risikable projekter.

### Banken lukker
2. april 1991: Esbjerg Bank fusionerer med Varde Bank som fortsættende institut. Bankfusionen mellem Esbjerg Bank og Varde Bank bliver en realitet, da Varde Banks ekstraordinære generalforsamling beslutter den endelige sammenlægning af de to banker. Medarbejderne overgår i vid udstrækning til arbejde i Varde Bank.